# 射手園眞一
射手園 眞一（いてぞの しんいち、1963年10月23日 - ）は、大阪府大阪市出身の元社会人野球選手、野球指導者である。

## 来歴
大阪市立住吉商業高を経て、川崎製鉄水島、九州三菱自動車と社会人野球で活躍。
2014年に、BASEBALL FIRST LEAGUE（現・さわかみ関西独立リーグ）の姫路GoToWORLDのコーチを務め、2015年からは監督に就任。チームが活動を休止する2016年まで2シーズン務めた。
2017年2月、同リーグに所属する兵庫ブルーサンダーズ（現・兵庫ブレイバーズ）の野手コーチに就任。2018年限りで契約満了により退団。
2020年には女子硬式野球チーム兵庫ブルーサンダーズの監督に就任し、翌2021年まで務めた。2022年からは監督は山﨑章弘に代わり、射手園は代表者としてチームに残っている。